# Basterotia corbuloides
Basterotia corbuloides is een tweekleppigensoort uit de familie van de Basterotiidae. De wetenschappelijke naam van de soort is voor het eerst geldig gepubliceerd in 1859 door Mayer in Hörnes.